# Martin Denker

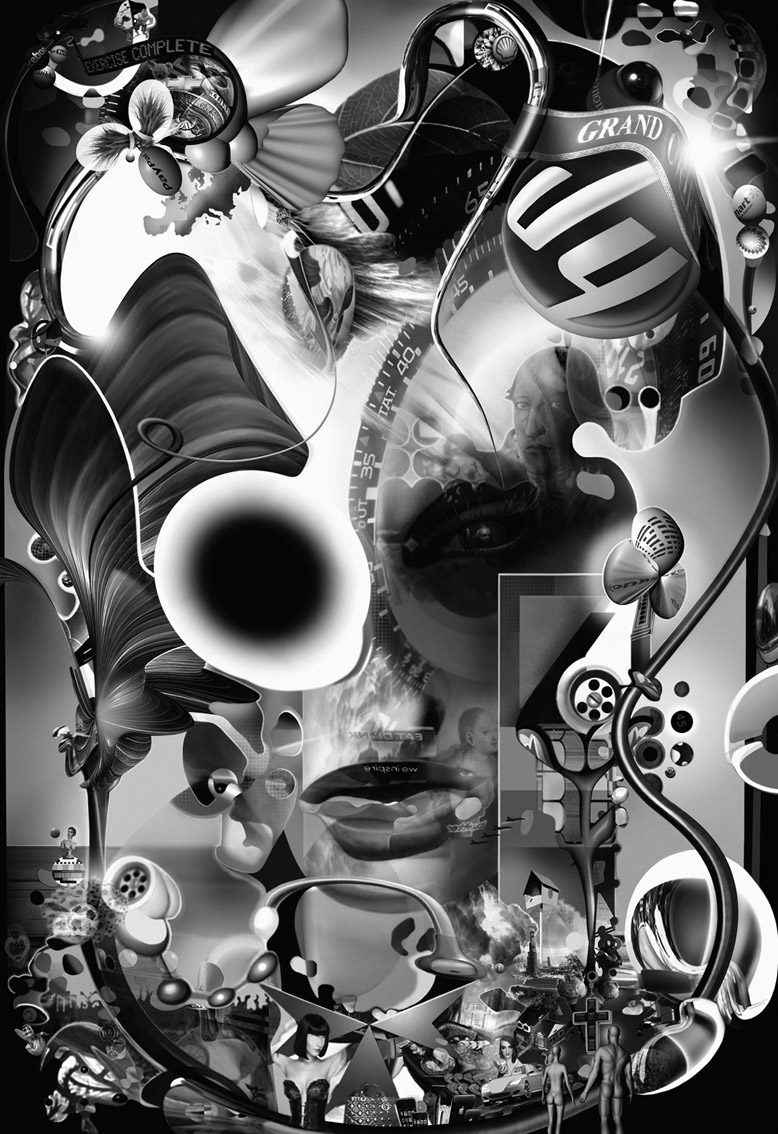
Martin Denker, Wiki-JackIsWatchingYou! (2011)

Martin Denker (* 2. März 1976 in Hamburg) ist ein deutscher Künstler.

## Leben
Aufgewachsen in der Nähe von Hamburg, studierte Denker von 2001 bis 2006 bei Thomas Ruff an der Kunstakademie Düsseldorf, wo er 2006 zum Meisterschüler wurde. Er arbeitete von 2002 bis 2006 als Assistent von Andreas Gursky.
Martin Denker fertigt großformatige fotografische Panoramen.

## Ausstellungen (Auswahl)
- Coming Face to Face, Yuanart Collection, Luzern, Schweiz (Gruppenausstellung, 2019)
- Questioning Photography Now, GCA – Galaxy Museum of Contemporary Art, Chongqing, China (Gruppenausstellung, 2018)
- Yuanart Collection Show, Luzern, Schweiz (Gruppenausstellung, 2017)
- 50 Contemporary Artists, Berlin Art Week, Berlin, Deutschland (Gruppenausstellung, 2016)
- Dear Dave, Foley Gallery, New York, USA (Gruppenausstellung, 2015)
- Vielfalt statt Einfalt, Kunstmuseum Villa Zanders, Bergisch Gladbach, Deutschland (Gruppenausstellung, 2014)
- 1986 – 2013 / An artist collecting art, Vestfossen Museet, Norwegen (Gruppenausstellung, 2013)
- State Of The Art Photography, NRW Forum, Düsseldorf, Deutschland (Gruppenausstellung, 2012)
- Highspeed Insanity, PUG/Blomqvist Art Center, Oslo, Norwegen (Einzelausstellung, 2011)
- WesternPlastic, Kunstverein kjubh, Köln, Deutschland (Einzelausstellung, 2010)
- The unforgettable fire, Kunsthal Rotterdam, Niederlande (Gruppenausstellung, 2009)
- Martin Denker, Mältinranta Artcenter, Tampere, Finnland (Einzelausstellung, 2008)
- Nach dem Sputnik, KIT – Kunst im Tunnel, Düsseldorf, Deutschland (Gruppenausstellung, 2007)
- DJR – Das Junge Rheinland, Stadtmuseum Düsseldorf, Deutschland (Gruppenausstellung, 2006)
- Realismus Update, Kunstverein Malkasten, Düsseldorf, Deutschland (Gruppenausstellung, 2004)